# Albinykus
Albinykus é um gênero de dinossauro alvarezsáurido que viveu durante o período Cretáceo, há cerca de 75 milhões de anos, durante o Campaniano, na atual Ásia. Os fósseis foram encontrados nos sedimentos do Cretáceo Superior no deserto de Gobi, na Mongólia. A espécie-tipo, A. baatar foi nomeado por Sterling J. Nesbitt, Julia A. Clarke, Alan H. Turner e Mark A. Norell em 2011.